# Allocosa flavisternis
Allocosa flavisternis är en spindelart som först beskrevs av Ludwig Carl Christian Koch 1877.  Allocosa flavisternis ingår i släktet Allocosa och familjen vargspindlar. Inga underarter finns listade i Catalogue of Life.